# Thoriumreactor

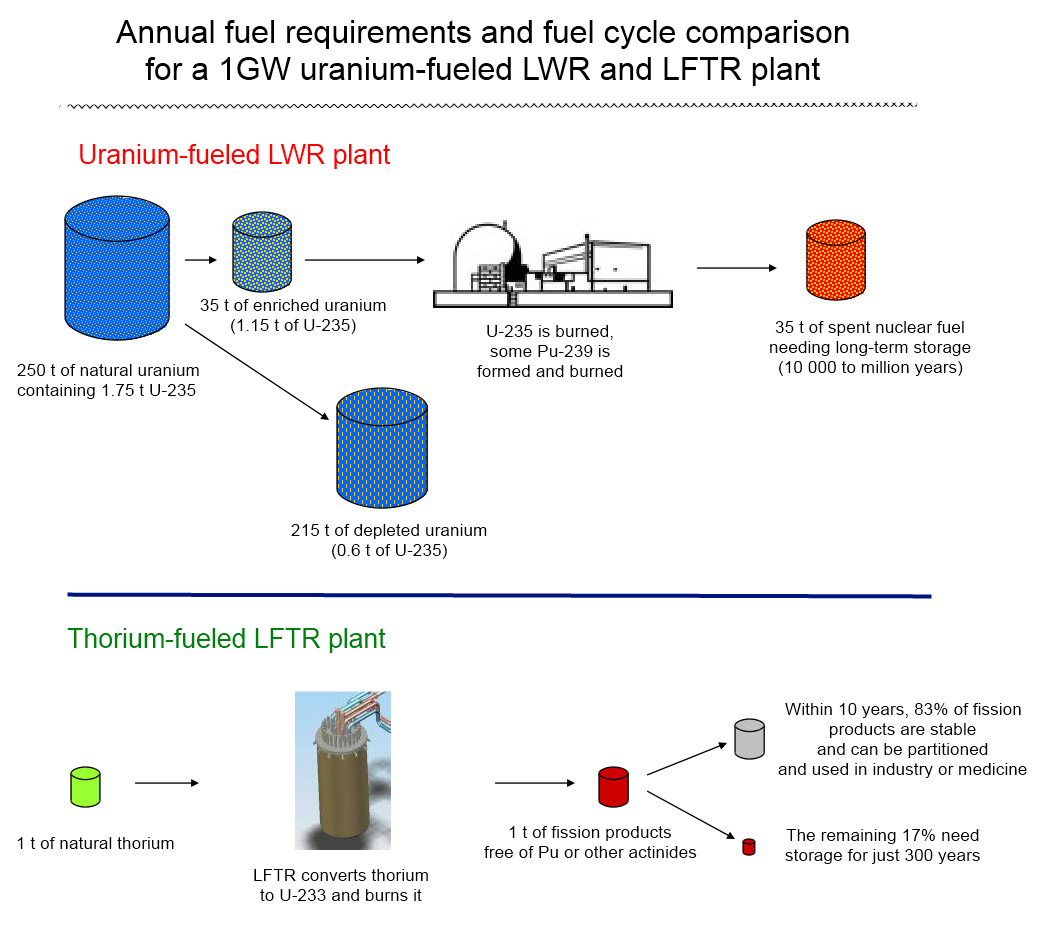
Schema met mogelijke voordelen van een LFTR (Liquid Fuel Thorium Reactor)

Een thoriumreactor is een kernreactor die kernsplijting van uranium-233, ter plaatse geproduceerd uit thorium, als energiebron gebruikt. De gesmoltenzoutreactor (Engels: molten salt reactor (MSR) of soms liquid fluoride thorium reactor (LFTR)) wordt populair vaak aangeduid als 'thoriumreactor', hoewel ook een conventionele kerncentrale thorium als brandstof kan gebruiken en een gesmoltenzoutreactor ook alleen op uranium en plutonium kan werken. Door de toenemende schaarste van fossiele brandstoffen, het dreigende broeikaseffect, en het protest tegen kernenergie als gevolg van de kernrampen van Tsjernobyl en Fukushima, is de interesse in thoriumreactoren groter geworden, omdat deze volgens voorstanders niet de nadelen dragen van op uranium gebaseerde reactoren, en daardoor een uitkomst kunnen bieden van het kernenergiedebat.

## Geschiedenis van de ontwikkeling van thoriumreactors
Gebruik van thorium in kerncentrales is nog in een experimenteel stadium. In sommige landen zijn experimenten geweest met het gebruik van thorium als brandstof, onder andere in Duitsland (Hamm-Uentrop), de Verenigde Staten (Shippingport) en India. Vooral India en Noorwegen hebben belangstelling voor een reactor die thorium kan benutten, omdat het mineraal in die landen ruim voorhanden is, in tegenstelling tot uranium. In de jaren zeventig is er ook in Nederland (KEMA) mee gewerkt in een proefcentrale, de KEMA Suspensie Test Reactor. In 2014 werd in België door de politieke partij N-VA een voorstel gedaan om een thoriumreactor te bouwen tegen 2030 om het dreigende energietekort op te vangen.
India heeft met de KAMINI-reactor een kleine werkende experimentele reactor op uranium-233, die nog wel afhankelijk is van het bestralen van thorium in andere reactoren. India wordt als een pionier gezien op het gebied van onderzoek naar thoriumreactoren met zijn "three stage nuclear power programme". Ook China is op dit moment bezig met onderzoek naar dit type centrale, onder andere omdat het land reeds gebruikmaakt van CANDU-reactoren, waarin thorium goed benut kan worden als brandstof.
Een van de oorzaken waardoor het onderzoek naar thorium en de gesmoltenzoutreactor in de VS spaak liep, is dat hiermee geen plutonium (dat toen nodig was voor de ontwikkeling van nucleaire wapens) kan worden gemaakt. Het onderzoek werd onder president Nixon stopgezet, ten gunste van de onderzoek naar de kweekreactor. Veel van de kennis met betrekking tot thorium en gesmoltenzoutreactoren werd opgedaan door het Oak Ridge National Laboratory, dat tot 1969 een testreactor in gebruik had. De vergaarde kennis is terug te vinden in het boek Fluid Fuel Reactors, van de bedenker Alvin Weinberg.
Een Leuvense onderzoeksgroep onderzoekt hoe thoriumreactors nog voor 2050 energie kunnen leveren op het elektriciteitsnet.
Op 7 juni 2023 gaf de Chinese veiligheidscontrole-instelling haar goedkeuring aan het Shangai Institute of Applied Physics van de Chinese Academie van Wetenschappen voor het uitbaten van een tweemegawattreactor (MSR), in de Gobiwoestijnstad Wuwei, provincie Gansu.

## Brandstofcyclus
De meest voorkomende isotoop van thorium is thorium-232. Die isotoop van thorium is zelf niet splijtbaar. Hij kan wel een thermisch neutron ('langzaam neutron') invangen en wordt dan thorium-233. Dat vervalt in de loop van ongeveer een maand via protactinium-233 tot uranium-233. Die nuclide is wél splijtbaar, en bij de splijting van die kern komt energie vrij alsmede een of meer neutronen die weer door uranium-233 of thorium-232 kunnen worden ingevangen.
Niet alle uranium-233 zal direct verspleten worden, net zoals dat in een conventionele kernreactor met uranium-235 ook niet het geval is. Als uranium-233 bij invangen van een neutron niet splijt, en uranium-234 vormt, kan het nog een neutron invangen en het resulterende uranium-235 is dan alsnog splijtbaar. Omdat de kans op niet-splijten bij uranium-233 kleiner is dan bij uranium-235, en omdat het herhaald invangen van een neutron alsnog een splijtbare nuclide oplevert, blijven er bij de thoriumcyclus minder problematische transuranen over als radioactief afval dan bij de conventionele uraniumcyclus.
Als ongewenst bijproduct kan uit thorium-232 het niet transurane maar wel langlevende protactinium-231 worden gevormd, dat belangrijk bijdraagt aan de radioactiviteit van het overblijvende kernafval.

## Voordelen

### Veiligheid
Gesmoltenzoutreactoren in combinatie met thorium zijn volgens voorstanders veel veiliger (inherent passieve veiligheid), geven vele malen minder afvalstoffen (tot 1000 keer zo weinig) die bovendien veel minder lang gevaarlijk radioactief blijven (300 jaar in plaats van tienduizenden jaren).
Omdat een thoriumreactor nauwelijks plutonium produceert, levert deze een kleiner risico op nucleaire proliferatie. Weliswaar is het 'gekweekte' 233U in beginsel ook bruikbaar voor kernwapens, maar de aanwezigheid van 232U maakt dat een veel moeizamere onderneming, onder meer vanwege de sterke gamma-activiteit van de dochterkernen van 232U. Wel is het mogelijk 'verse' thorium-brandstofelementen na ongeveer een maand uit de reactor te halen, waarna het dan gevormde protactinium-233 relatief eenvoudig kan worden afgescheiden. Die nuclide vervalt dan naar uranium-233, dat dan dus in bijna zuivere vorm kan worden verkregen.
Het grootste voordeel van een gesmoltenzoutreactor is dat de reactie niet op hol kan slaan en niet op die manier tot gevaarlijk hoge temperaturen kan leiden (die bij conventionele reactoren tot een kernsmelting leiden). De reactor is in principe inherent veilig: als de temperatuur te hoog wordt of er een groot koelmiddellek optreedt, stopt het proces en stolt het met thorium verzadigde zout. Het is bij een gesmoltenzoutreactor mogelijk het zout, dat nog aanzienlijke hoeveelheden nawarmte produceert, veilig passief te koelen, zodat ook na het stoppen van de kernreactie geen kernsmelting (meltdown) optreedt. (Echter, gesmoltenzoutreactoren draaien niet inherent op thorium; reactoren op basis van uranium zijn evengoed een mogelijkheid.)

### Afvalproducten
In vergelijking met uranium kan er uit eenzelfde hoeveelheid thorium meer energie worden gehaald. Waar uranium voor splijting eerst moet worden verrijkt (waarbij het overgrote deel als verarmd uranium niet voor splijting geschikt is) en tijdens de splijting niet volledig wordt gebruikt, is dit niet het geval bij thorium. Thorium hoeft niet te worden verrijkt en bij splijting kan al het thorium worden gebruikt waardoor een thoriumreactor ook veel minder radioactief afval produceert dan een traditionele kernreactor. Veel afvalresten van thorium kunnen hergebruikt worden. Na 10 jaar is 83% van de brandstof stabiel en kan die worden hergebruikt in de industrie en geneeskunde. De resterende 17% hoogradioactief afval van thoriumreactoren moet daarna 300 jaar veilig bewaard worden voordat de radioactiviteit tot ongevaarlijke niveaus gedaald is, terwijl uranium 10.000 tot 1.000.000 jaar lang beveiligd opgeslagen moet worden.

### Brandstofvoorraad
Thorium komt drie keer zo veel voor in de aardkorst als uranium en in tegenstelling tot uranium is 100% van het beschikbare thorium bruikbaar voor de opwekking van energie. Vooral in Australië, de Verenigde Staten, Turkije, Noorwegen en India komt veel thorium voor. Vooral voor deze landen is thorium door zijn grote beschikbaarheid een nuttige energiebron. Door het gebruik van thoriumreactoren zouden deze landen minder afhankelijk moeten worden van het buitenland voor het importeren van fossiele brandstoffen zoals olie of gas. Mochten thoriumreactoren in de toekomst echt aanslaan, dan zou er zelfs geld verdiend kunnen worden aan de winning en export van thorium.
Een bijkomend voordeel is dat thorium al meekomt bij het delven van andere grondstoffen, terwijl er voor thorium weinig andere toepassingen zijn. Het is dus in zekere zin een afvalstof.

### Broeikasgassen
Net als bij reguliere op uranium gebaseerde kerncentrales komen er bij de opwekking van energie uit thorium amper broeikasgassen vrij. Vergeleken met uranium hoeft er bovendien minder erts verwerkt te worden en hoeft thorium niet verrijkt te worden, hetgeen een verdere reductie van broeikasgassen oplevert.

## Nadelen
Praktisch alle kerncentrales op de wereld zijn gebaseerd op de splijting van uranium (eventueel gemengd met plutonium). Het grootste deel van het onderzoek is en wordt gedaan naar deze centrales. Er is daarom zeer veel geld geïnvesteerd in de ontwikkeling van uraniumcentrales, in tegenstelling tot thoriumcentrales. Een ander nadeel van thorium is dat initieel altijd splijtbaar materiaal (uranium-233, uranium-235 of plutonium-239) aanwezig moet zijn, om de kernsplijting in combinatie met thorium op gang te brengen.
Net zoals bij uraniumsplijting komt er bij het thoriumproces ook radioactief materiaal vrij. Dit is in vergelijking met de klassieke uraniumcentrales qua hoeveelheid echter slechts een fractie, doordat een thoriumcentrale vrijwel al haar splijtbaar materiaal opgebruikt. Terwijl de radioactieve producten bij uraniumsplijting tot 100.000 jaar moeten worden bewaard, is dit bij thoriumcentrales slechts 300 jaar. Wel zijn die producten veel sterker radioactief en is het afscheiden van de problematische actiniden daardoor moeilijker.
Het voordeel dat een thoriumreactor minder bruikbaar materiaal voor de productie van kernwapens produceert kan ook een nadeel zijn voor de voorstanders van kernwapens. Kernmachten hebben juist baat bij een constante productie van materiaal dat gebruikt kan worden voor de productie van kernwapens. Om deze reden werd in de jaren zestig ook gekozen om kernenergie op basis van uranium te gebruiken in plaats van thorium, wat in de VS en Rusland de ontwikkeling van thoriumreactoren tijdelijk heeft stopgezet.
De voorraad winbaar thorium is net als uranium en fossiele brandstoffen eindig. Het is vooralsnog moeilijk te voorspellen voor hoelang de thoriumreserves voldoende zullen zijn om centrales te laten draaien, omdat thorium nog niet op commerciële schaal gebruikt wordt.